# 3 de diciembre
El 3 de diciembre  es el 337.º (tricentésimo trigésimo séptimo) día del año en el calendario gregoriano y el 338.º en los años bisiestos. Quedan 28 días para finalizar el año. 

## Acontecimientos
- 115: en Antioquía (Turquía) a la noche sucede un terremoto de magnitud 7,5 en la escala sismológica de Richter (intensidad de XI en la escala de Mercalli), dejando un saldo de 260.000 muertos (el emperador Trajano resultó herido). También se registra un tsunami.[1]
- 856: en Qum, Semnan, Damghán y Jorasán (Irán) sucede un terremoto que deja un saldo de 48 690 muertos.
- 915: el papa Juan X corona a Berengario I de Friuli como sacro emperador romano.
- 1563: en Trento (norte de Italia) se celebra la vigésimo quinta y última sesión del Concilio de Trento.
- 1798: en España se comienza a inocular la vacuna antivariólica.
- 1799: en el marco de la Segunda Coalición (el esfuerzo monárquico por detener la Revolución francesa), el mariscal austro-húngaro Sztáray de Nagy-Mihaly derrota a los franceses en la batalla de Wiesloch.
- 1800: en Múnich, en el marco de la Segunda Coalición, el general francés Jean Víctor Marie Moreau derrota a las fuerzas monárquicas del archiduque Carlos en la batalla de Hohenlinden. Esta victoria ―junto a la del primer cónsul Napoleón Bonaparte en la batalla de Marengo― obliga a los austríacos a firmar el armisticio.
- 1810: en la isla Mauricio (océano Índico), los británicos comienzan una invasión.
- 1812: en España, las tropas francesas ocupan Madrid por segunda vez, en el marco de la Guerra de la Independencia.
- 1818: en Estados Unidos, Illinois se convierte en el estado número 21.
- 1836: en España, las Cortes acuerdan negociar el reconocimiento de la independencia de los nuevos Estados de América.
- 1842: en Barcelona (España), Baldomero Espartero ordena el bombardeo de la población civil para acabar con la sublevación contra su gobierno.
- 1855: en Perú se abole la esclavitud.
- 1901: en Washington D. C., el presidente estadounidense Theodore Roosevelt lee un discurso de 20 000 palabras (más de dos horas) ante la Cámara de Representantes, pidiéndole que impida el desarrollo de monopolios.
- 1904: Charles Dillon Perrine descubre en el Observatorio Lick de California Himalia, el satélite irregular más grande de Júpiter.
- 1906: en España, el gobierno de Segismundo Moret presenta la dimisión. El liberalismo español entra en crisis.
- 1910: en el Salón del Automóvil de París (Francia), Georges Claude muestra por primera vez las luces de neón.
- 1912: en Buenos Aires (Argentina), el niño Cayetano Santos Godino (el Petiso Orejudo, 1896-1944) mata a su cuarta y última víctima, un niño de tres años. Será descubierto y arrestado en la madrugada siguiente.
- 1912: Bulgaria, Grecia, Montenegro y Serbia (la Liga Balcánica) firman el armisticio con el Imperio Otomano, acabando con la Primera Guerra de los Balcanes.
- 1914: en México, se instala en la Ciudad de México el gobierno provisional de la Soberana Convención Revolucionaria, presidido por el presidente y general Eulalio Gutiérrez Ortiz.
- 1915: en Francia ―en el marco de la Primera Guerra Mundial―, el general Joseph Joffre es nombrado mariscal del ejército.
- 1916: en Francia, el general Joffre dimite como comandante en jefe del ejército, tras el fracaso de la ofensiva aliada en el Somme.
- 1938: en Santiago de Chile, se inaugura el Estadio Nacional.
- 1944: en Grecia, los británicos reprimen una insurrección comunista.
- 1950: en Corea se retiran las fuerzas de la ONU.
- 1951: en el canal de Suez (Egipto) suceden duros enfrentamientos entre soldados británicos y egipcios.
- 1959: se aprueba la actual bandera de Singapur. Seis meses después se independizaría del Imperio británico.
- 1961: en un túnel a 364 metros bajo tierra, en el área U3ah del Sitio de pruebas atómicas de Nevada (a unos 100 km al noroeste de la ciudad de Las Vegas), a las 15:04 (hora local) Estados Unidos detona su bomba atómica Fisher, de menos de 13,4 kilotones. Es la bomba n.º 202 de las 1132 que Estados Unidos detonó entre 1945 y 1992.
- 1961: en la finca Asiento, cerca de la localidad cubana de Coliseo, cerca de Jovellanos (en la provincia de Matanzas), «bandidos» cubanos ―en el marco de los ataques terroristas organizados por la CIA estadounidense― asesinan al campesino Juan Arturo Suárez Valera.[2]
- 1964: en la Universidad de California en Berkeley, la policía arresta a 800 estudiantes del Movimiento Libertad de Expresión que protestaban contra la guerra de Vietnam.
- 1965: lanzamiento de la sonda lunar soviética Luna 8, que falla en su misión de alunizar suavemente.
- 1965: en un túnel a 682 metros bajo tierra, en el área U10k del Sitio de pruebas atómicas de Nevada (a unos 100 km al noroeste de la ciudad de Las Vegas), a las 7:13 (hora local) Estados Unidos detona su bomba atómica Corduroy, de 120 kilotones. Es la bomba n.º 440 de las 1132 que Estados Unidos detonó entre 1945 y 1992.
- 1966: en Macao se realizan demostraciones antiportuguesas. Al día siguiente se declara el toque de queda.

Corte transversal del sitio Salmon Site, en el estado de Misisipi.

- 1966: en un túnel a 830 metros bajo tierra, en el Salmon Site, 15 km al oeste de la localidad de Purvis (estado de Misisipi), a las 6:15 (hora local) Estados Unidos detona su bomba atómica Sterling, de 0,38 kilotones. Es la bomba n.º 485 de las 1132 que Estados Unidos detonó entre 1945 y 1992.
- 1967: en Sudáfrica, el equipo del cirujano Christiaan Barnard realiza el primer trasplante de corazón de la historia, en la Universidad de Ciudad de El Cabo.
- 1969: en Estados Unidos, la Cámara de Representantes aprueba el «plan de paz» del presidente Richard Nixon para Vietnam.
- 1970: en dos túneles separados (a 490 metros uno del otro) a 241 metros de profundidad, en las áreas U3hr y U3ha del Sitio de pruebas atómicas de Nevada (a unos 110 km al noroeste de la ciudad de Las Vegas), a las 7:07 (hora local), Estados Unidos detona simultáneamente sus bombas atómicas Carrizozo (de menos de 20 kilotones) y Corazón (de 0,1 kilotones). Son las bombas n.º 714 y 715 de las 1132 que Estados Unidos detonó entre 1945 y 1992.
- 1970: en México, se emite el primer sketch de El Chapulín Colorado, dentro del programa Los Supergenios de la Mesa Cuadrada.
- 1973: en el programa Pioneer, la nave Pioneer 10 envía las primeras imágenes de Júpiter.
- 1976: en Jamaica, Bob Marley sufre un intento de asesinato. Le disparan dos veces, pero él tocará un recital dos días después.
- 1977: en Sevilla (España) se inician las reuniones para la creación de la Junta Preautonómica de Andalucía.
- 1979: en La Habana (Cuba) se inaugura la primera edición del Festival Internacional del Nuevo Cine latinoamericano de La Habana.
- 1981: en un túnel a 494 metros bajo tierra, en el área U2es del Sitio de pruebas atómicas de Nevada (a unos 100 km al noroeste de la ciudad de Las Vegas), a las 7:00:00,1 (hora local) Estados Unidos detona su bomba atómica Akavi, de 20 kilotones. Es la bomba n.º 966 de las 1132 que Estados Unidos detonó entre 1945 y 1992.
- 1982: en Chile, más dirigentes sindicalistas son expulsados del país: Manuel Bustos, Héctor Cuevas y Carlos Poldech. En estos días, el régimen ordena realizar redadas masivas en poblaciones de las comunas de La Cisterna y La Florida, en la capital. La operación obedece a lo que llamaron una «limpieza».
- 1984: en República Dominicana se crea la provincia de Hato Mayor, constituida por los municipios de Hato Mayor del Rey (que se designa como capital provincial), Sabana de la Mar y El Valle.
- 1984: en Bhopal (India) sucede un escape de isocianato de metilo gaseoso en una fábrica de pesticidas de la empresa estadounidense Unión Carbide (Desastre de Bhopal). En las primeras semanas causará la muerte de más de 20 000 personas. La empresa no respondió por los daños causados. El 7 de junio de 2010 un tribunal indio condenó a ocho directivos de la empresa a dos años de prisión y a pagar unos 10 600 dólares estadounidenses.
- 1984: en Japón se publica el manga (cómic) Dragon Ball.
- 1987: en un túnel a 271 metros bajo tierra, en el área U3Lu del Sitio de pruebas atómicas de Nevada (a unos 100 km al noroeste de la ciudad de Las Vegas), a las 0:00:00.084 (hora local) Estados Unidos detona su bomba atómica Mission Cyber, de 2 kilotones. Es la bomba n.º 1069 de las 1132 que Estados Unidos detonó entre 1945 y 1992.
- 1987: en Chile sale a la venta el álbum La cultura de la basura, de Los Prisioneros.
- 1989: en Malta, George H. W. Bush y Mijaíl Gorbachov dan por terminada la «guerra fría».
- 1989: en Venezuela se realizan las primeras elecciones directas de gobernadores y alcaldes.
- 1990: en Argentina sucede un alzamiento al mando del «carapintada» Mohammed A. Seineldín. El Gobierno ordena la represión inmediata. Varios muertos.
- 1992: en España, el petrolero Aegean Sea (Mar Egeo) naufraga frente a la costa de La Coruña, provocando un desastre ecológico de gran magnitud.
- 1992: Neil Papworth, un ingeniero de pruebas en el Sema Group, utiliza una computadora personal para enviar el primer mensaje de texto a Richard Jarvis, de Vodafone. El texto del mensaje fue «Feliz Navidad».[3]
- 1994: en Japón, Sony lanza su primera videoconsola, la PlayStation, que fue la más exitosa de su generación.[4]
- 2001: en Argentina, el presidente Fernando de la Rúa impone el «corralito» (la restricción de la libre disposición de dinero en efectivo de plazos fijos, cuentas corrientes y cajas de ahorros).
- 2002: en Japón, el Real Madrid conquistaba su 3.er título de Copa Intercontinental, venciendo por 2 a 0 al Olimpia de Paraguay.
- 2003: el avión Honda HA-420 HondaJet realiza su primer vuelo.
- 2006: en Venezuela, en las elecciones presidenciales es reelecto Hugo Chávez.
- 2006: en Fiyi se perpetra el golpe de Estado de 2006.
- 2007: en Australia asume como primer ministro el líder del partido laborista Kevin Rudd.
- 2007: en Venezuela, fue desaprobado en referendo el proyecto de reforma de la Constitución propuesta por el presidente Hugo Chávez.
- 2008: en Azpeitia (Guipúzcoa), la banda terrorista ETA asesina con varios disparos al empresario Ignacio Uría Mendizábal.
- 2010: en España tiene lugar una huelga sorpresa de controladores del tráfico aéreo, que paralizan todo el espacio aéreo nacional.
- 2011: en Venezuela, nace la Comunidad de Estados Latinoamericanos y Caribeños (CELAC).
- 2012: en Filipinas, al menos 450 personas mueren tras el paso del tifón Bopha por ese país.
- 2015: en Argentina, la banda estadounidense R5 dio uno de sus mayores shows en el Estadio Luna Park
- 2017: en Bolivia, se desarrollaron las Elecciones judiciales en todos los sectores del Poder Judicial, donde se destacó el voto nulo con un 51.32% en Consejo de Magistratura.
- 2018: la misión tripulada Soyuz MS-11 despega rumbo a la Estación Espacial Internacional.
- 2018: en París, la futbolista noruega Ada Hegerberg, delantera de 23 años del Olympique de Lyon, ganó el primer Balón de Oro femenino de la historia

## Nacimientos

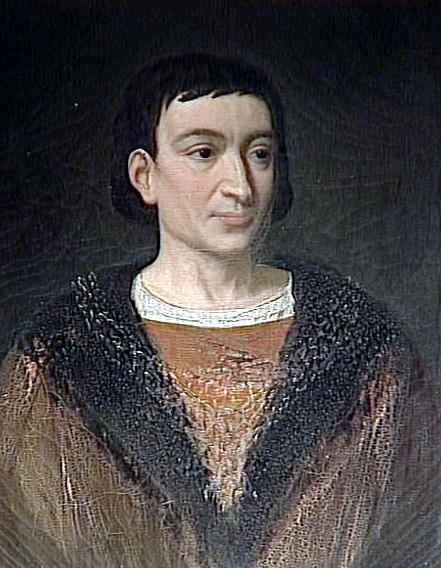
Carlos VI de Francia.

- 1368: Carlos VI, rey francés (f. 1422).
- 1470: Catalina I de Navarra, reina de Navarra (f. 1517).
- 1590: Daniel Seghers, pintor flamenco. (f.1661).
- 1596: Nicola Amati, lutier italiano (f. 1684).
- 1660: André Campra, compositor barroco francés (f. 1744).
- 1684: Ludvig Holberg, escritor danés (f. 1754).
- 1729: Antonio Soler, compositor español (f. 1783).
- 1755: Gilbert Stuart, pintor estadounidense (f. 1828).
- 1800: France Prešeren, poeta romántico esloveno (f. 1849).
- 1810: Francisco Dueñas, político salvadoreño (f. 1884).
- 1825: George Brinton McClellan, militar y político estadounidense (f. 1885).
- 1830: Francisco Menéndez Valdivieso, político salvadoreño (f. 1890).
- 1833: Carlos Juan Finlay, médico cubano (f. 1915).
- 1838: Cleveland Abbe, meteorólogo estadounidense (f. 1916).
- 1842: Phoebe Hearst, activista estadounidense (f. 1919).
- 1842: Ellen Swallow Richards, química estadounidense (f. 1911).
- 1848: Federico Olaria, pintor español (f. 1898).
- 1848: José García Viñas, médico anarquista español (f. 1931).

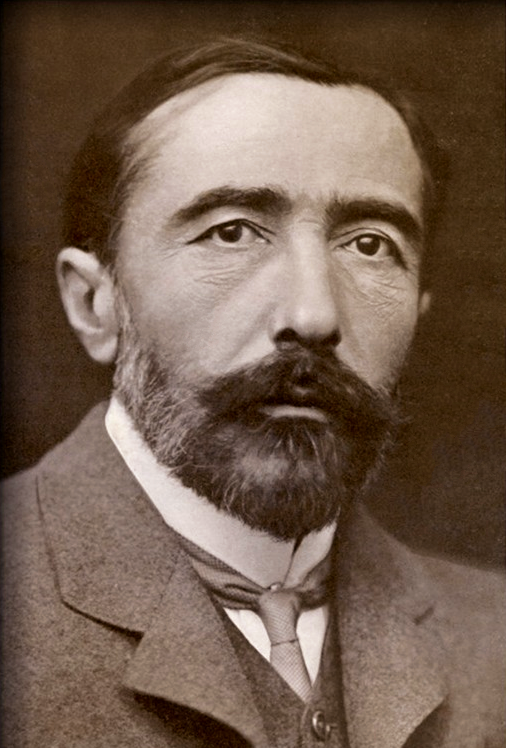
Joseph Conrad.

- 1857: Joseph Conrad, novelista anglopolaco (f. 1924).
- 1857: Salvador Rueda, poeta español (f. 1933).
- 1864: Herman Heijermans, escritor neerlandés (f. 1924).
- 1869: Slobodan Jovanović, político yugoslavo (f. 1958).
- 1871: Javier Prado y Ugarteche, político e intelectual peruano (f. 1921).
- 1873: Querido Moheno, abogado, político y diplomático mexicano (f. 1933).
- 1874: Pedro Poveda, sacerdote y pedagogo español (f. 1936).
- 1879: Pérola Byington, filántropa y activista social brasileña (f. 1963).
- 1879: Charles Hutchison, actor y director estadounidense (f. 1949).
- 1879: Kafū Nagai, escritor y dramaturgo japonés (f. 1959).
- 1880: Fedor von Bock, militar alemán (f. 1945).
- 1883: Anton Webern, compositor austríaco (f. 1945).
- 1886: Manne Siegbahn, físico sueco (f. 1978).
- 1887: Higashikuni Naruhiko, político japonés (f. 1990).
- 1888: Angelina Pagano, actriz y directora de teatro argentina (f. 1962).

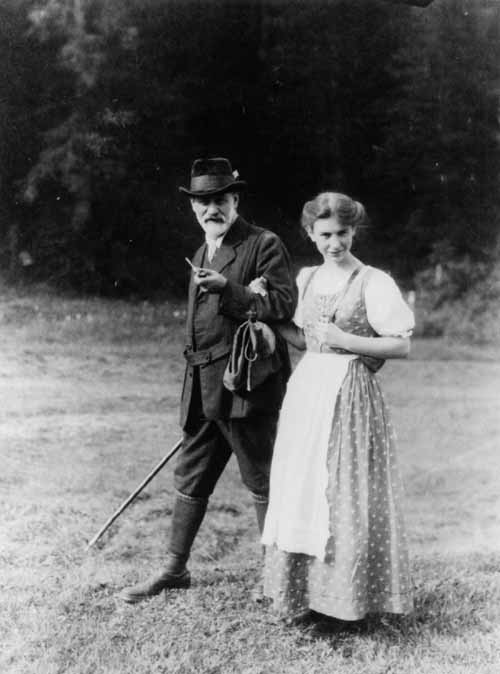
Anna Freud.

- 1895: Anna Freud, psicoanalista británica de origen austríaco (f. 1982).
- 1899: Hayato Ikeda, político japonés (f. 1965).
- 1900: Richard Kuhn, bioquímico austríaco (f. 1967).
- 1900: Francisco Antonio Lara, músico y compositor salvadoreño (f. 1989).
- 1902: Mitsuo Fuchida, militar japonés (f. 1976).
- 1902: Miguel Mucio, ciclista español (f. 1945).
- 1904: Roberto Marinho, empresario brasileño (f. 2003).
- 1906: Isaac Francisco Rojas, militar argentino (f. 1993).
- 1906: Luis Felipe Letelier, abogado, profesor, empresario y político chileno (f. 1993).
- 1908: Francisco Javier Conde García, filósofo y embajador español (f. 1974).
- 1911: Nino Rota, compositor italiano (f. 1979).
- 1917: Manuel Solís Palma, político panameño (f. 2009).
- 1917: Wilhelm Brasse, fotógrafo polaco (f. 2012).
- 1918: Abdul Haris Nasution, general indonesio (f. 2000).
- 1920: Salvador Canals Navarrete, canonista español (f. 1975).
- 1920: Antonio Imbert Barrera, político dominicano (f. 2016).
- 1921: Geoffrey Stephen Kirk, filólogo clásico británico (f. 2003).
- 1922: Sven Nykvist, cineasta sueco (f. 2006).
- 1922: Len Lesser, actor estadounidense (f. 2011).
- 1923: Stjepan Bobek, futbolista y entrenador yugoslavo (f. 2010).
- 1923: Eugenio Hirsch, artista austríaco (f. 2001).
- 1924: Tito Cortés, cantante y compositor colombiano (f. 1998).
- 1924: Roberto Mieres, piloto de carreras argentino (f. 2012).
- 1927: Julia Sandoval, actriz argentina (f. 2023).
- 1927: Andy Williams, cantante y actor estadounidense, de la banda The Williams Brothers (f. 2012).

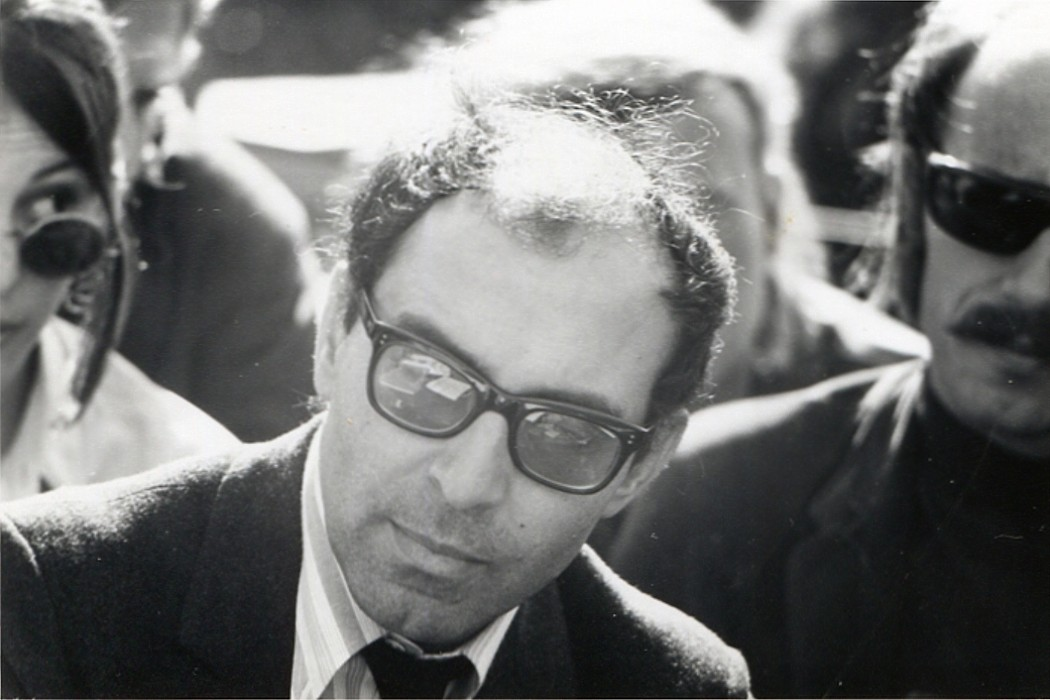
Jean-Luc Godard.

- 1930: Jean-Luc Godard, cineasta francés (f. 2022).
- 1930: Frederic Etsou, cardenal congoleño (f. 2007).
- 1932: Corry Brokken, cantante neerlandesa (f. 2016).
- 1933: Paul J. Crutzen, científico neerlandés, premio nobel de química en 1995 (f. 2021).
- 1934: Abimael Guzmán, profesor de filosofía y terrorista peruano (f. 2021).
- 1934: Víktor Gorbatko, astronauta soviético (f. 2017).
- 1937: Bobby Allison, piloto estadounidense de automóviles stock (f. 2024).
- 1938: José Serebrier, compositor y director de orquesta uruguayo.
- 1939: Mario Wschebor, matemático uruguayo (f. 2011).
- 1939: Ricardo Solans, actor de doblaje español.
- 1941: Mary Alice, actriz estadounidense (f. 2022).
- 1942: José Menese, cantante español (f. 2016).
- 1942: Pedro Virgilio Rocha, futbolista uruguayo (f. 2013).
- 1943: Manuel Bustos, sindicalista y político chileno (f. 1999).
- 1943: J. Philippe Rushton, educador canadiense (f. 2012).
- 1944: Salvador Moncada, científico hondureño.
- 1946: Joop Zoetemelk, ciclista neerlandés.
- 1947: Lawrence Grossberg, teórico estadounidense de estudios culturales.
- 1947: Osvaldo Abel López, piloto argentino de automovilismo.
- 1947: Marco Revelli, historiador italiano.

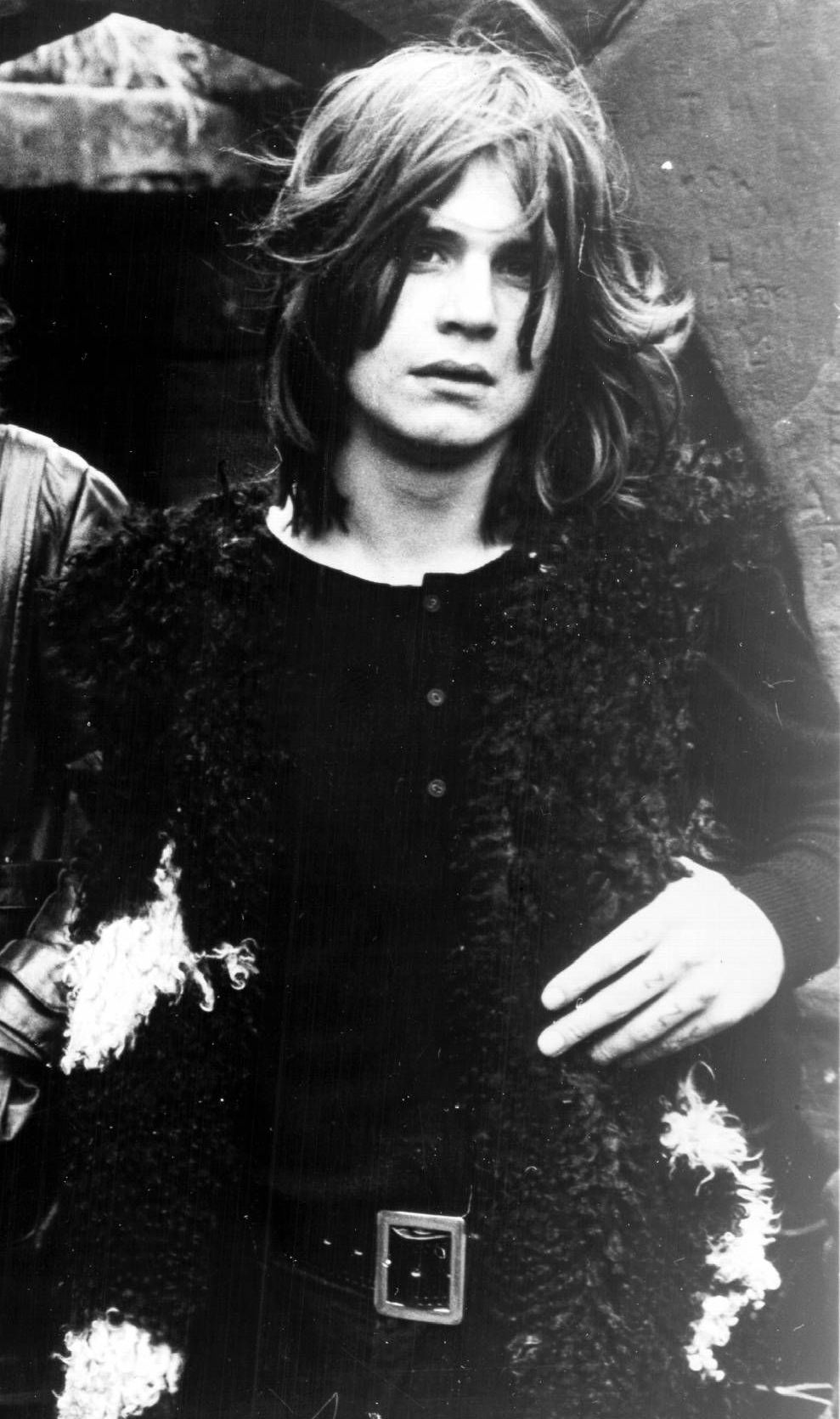
Ozzy Osbourne.

- 1948: Ozzy Osbourne, cantante y compositor británico (f. 2025).
- 1950: Mickey Thomas, cantante estadounidense, de la banda Jefferson Starship.
- 1950: John Akii-Bua, atleta ugandés (f. 1997).
- 1950: Alberto Juantorena, atleta cubano.
- 1951: Chelo García-Cortés, periodista y colaboradora de televisión española.
- 1951: Mike Bantom, baloncestista estadounidense.
- 1951: Mercedes Cabrera, política e historiadora española.
- 1951: Riki Chōshū, luchador surcoreano-japonés.
- 1951: Rick Mears, piloto estadounidense de automovilismo.
- 1951: Nikenike Vurobaravu, político vanuatuense. Presidente de Vanuatu desde 2022.
- 1952: Don Barnes, cantautor y guitarrista estadounidense.
- 1952: Benny Hinn, líder religioso estadounidense.
- 1952: Mel Smith, cómico y cineasta británico (f. 2013).
- 1953: Franz Klammer, esquiador austríaco.
- 1953: Gloriella, actriz y vedette mexicana (f. 2005).
- 1953: Ágata Lys, actriz española (f. 2021).
- 1955: Steven Culp, actor estadounidense.
- 1956: Ewa Kopacz, política y primera ministra polaca.
- 1957: Valérie Quennessen, actriz francesa (f. 1989).
- 1959: Fernando Olmedo, actor argentino (f. 2000).

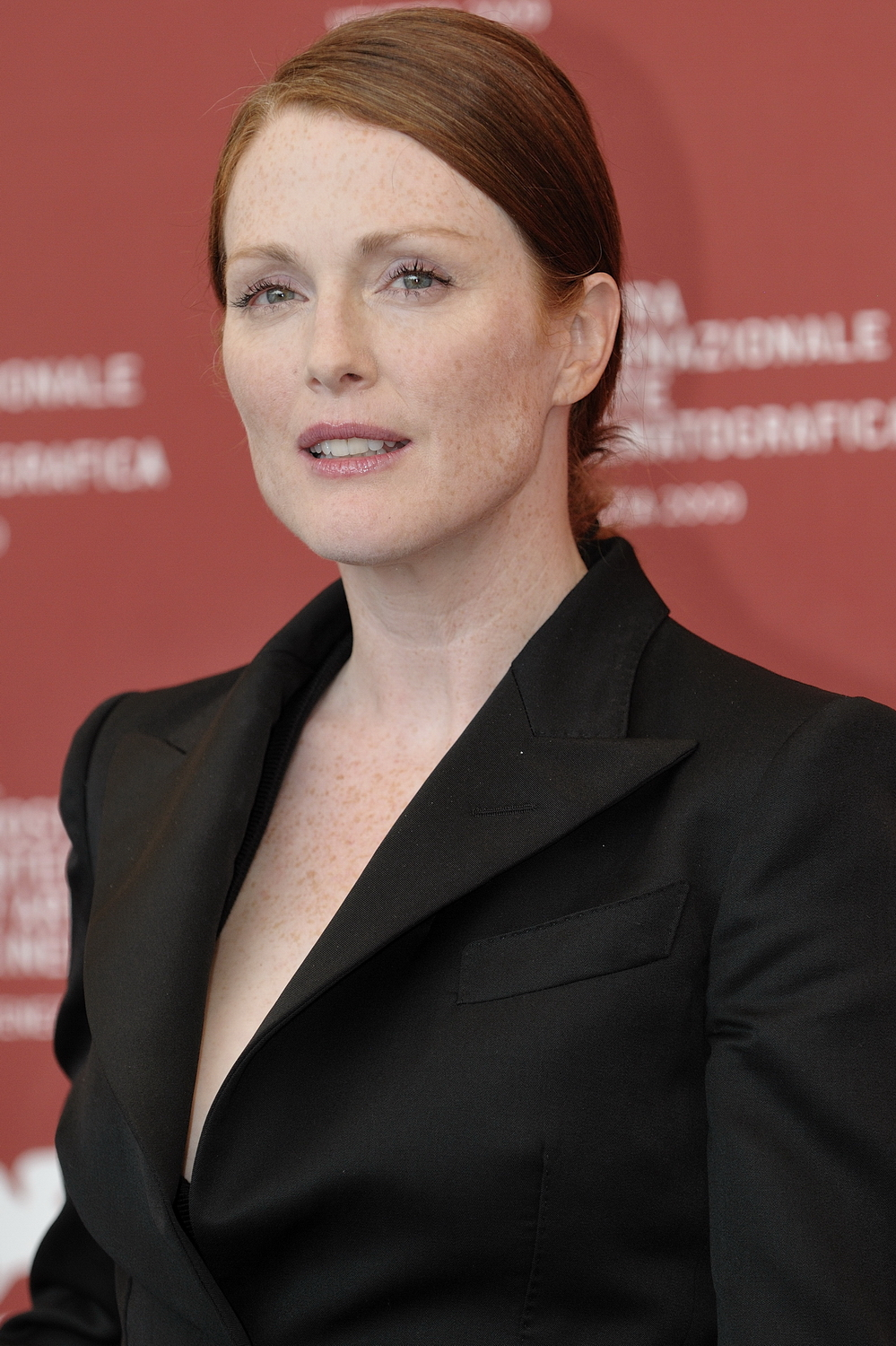
Julianne Moore.

- 1960: Daryl Hannah, actriz estadounidense.
- 1960: Julianne Moore, actriz estadounidense.
- 1960: Renato Casagrande, político brasileño, Gobernador de Espírito Santo entre 2011-2015 y desde 2019.
- 1961: Javier Capitán, presentador de televisión y humorista español.
- 1961: Adal Ramones, humorista televisivo mexicano.
- 1963: Joe Lally, músico estadounidense, de la banda Fugazi.
- 1963: Terri Schiavo, mujer estadounidense que adquirió celebridad porque su caso abrió debate sobre eutanasia (f. 2005).
- 1963: Juan Osorio, productor de televisión mexicano.
- 1965: Steve Harris, actor estadounidense.
- 1965: Andrew Stanton, cineasta, guionista, actor de voz y productor estadounidense.
- 1965: Katarina Witt, patinadora sobre hielo alemana.
- 1965: Juan Valdivia, guitarrista español, de la banda Héroes del Silencio.
- 1966: Flemming Povlsen, futbolista danés.
- 1967: Afton Smith, actriz y escritora estadounidense.

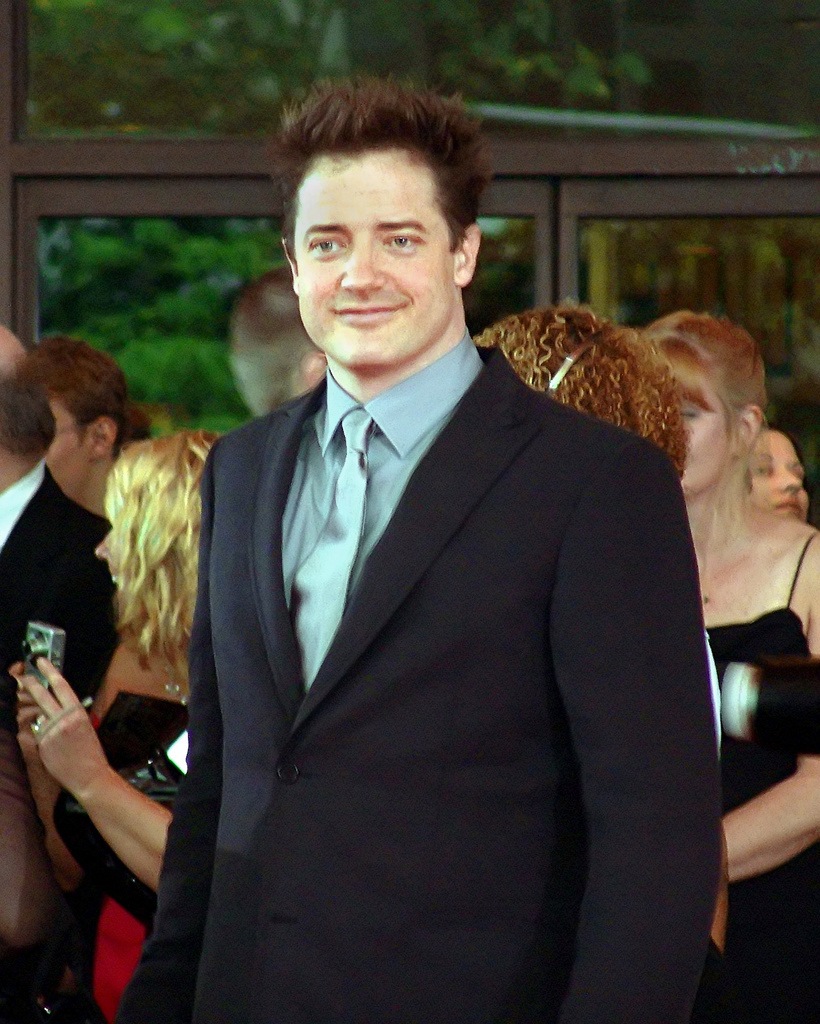
Brendan Fraser.

- 1968: Brendan Fraser, actor estadounidense.
- 1968: Montell Jordan, cantante estadounidense.
- 1969: Nancy Dupláa, actriz argentina.
- 1969: Juan Ignacio Machado, actor argentino.
- 1969: Bill Steer, guitarrista británico, de las bandas Napalm Death y Carcass.
- 1969: Gabriela Ruffo, actriz, locutora, y conductora mexicana.
- 1970: Felipe Braun, actor chileno.
- 1970: Lindsey Hunter, baloncestista estadounidense.
- 1970: Christian Karembeu, futbolista francés.
- 1971: Ola Rapace, actor sueco.
- 1971: Frank Sinclair, futbolista jamaicano.
- 1971: Henk Timmer, futbolista neerlandés.
- 1971: Keegan Connor Tracy, actriz canadiense.
- 1972: Bucky Lasek, skater estadounidense.
- 1973: Holly Marie Combs, actriz estadounidense.
- 1973: Super Crazy, luchador profesional mexicano.
- 1973: MC Frontalot, rapero estadounidense.
- 1974: Juan Pablo Rebella, cineasta uruguayo (f. 2006).
- 1974: José Ojeda, futbolista español.
- 1975: Mickey Avalon, rapero estadounidense.
- 1975: Cristina Llanos, música española, de la banda Dover.
- 1975: Malinda Williams, actriz estadounidense.
- 1976: Julián Alfaro, piloto de carreras argentino (f. 2005).
- 1976: Arleth Terán, actriz mexicana.
- 1977: Adam Małysz, saltador en esquí polaco.
- 1978: Trina, rapera estadounidense.
- 1978: Bram Tankink, ciclista neerlandés.
- 1979: Daniel Bedingfield, cantautor británico.
- 1979: Sean Parker, empresario estadounidense.
- 1980: Anna Chlumsky, actriz estadounidense.
- 1980: Fabio Coltorti, futbolista suizo.
- 1980: Jenna Dewan, actriz estadounidense.
- 1980: Zlata Filipović, escritora bosnia.
- 1980: Francisco Puente, escritor mexicano.
- 1981: Ioannis Amanatidis, futbolista griego.
- 1981: Brian Bonsall, actor estadounidense.
- 1981: Louise Roe, modelo británica.
- 1981: Edwin Valero, boxeador venezolano (f. 2010).
- 1981: David Villa, futbolista español.
- 1982: Jaycee Chan, actor y cantante hongkonés.
- 1982: Michael Essien, futbolista ghanés.
- 1984: Pablo Donoso, piloto chileno.
- 1984: Hind Laroussi, cantante neerlandesa.
- 1984: Avraam Papadopoulos, futbolista griego.
- 1984: Andrea Lazzari, futbolista italiano.
- 1985: László Cseh, nadador húngaro.

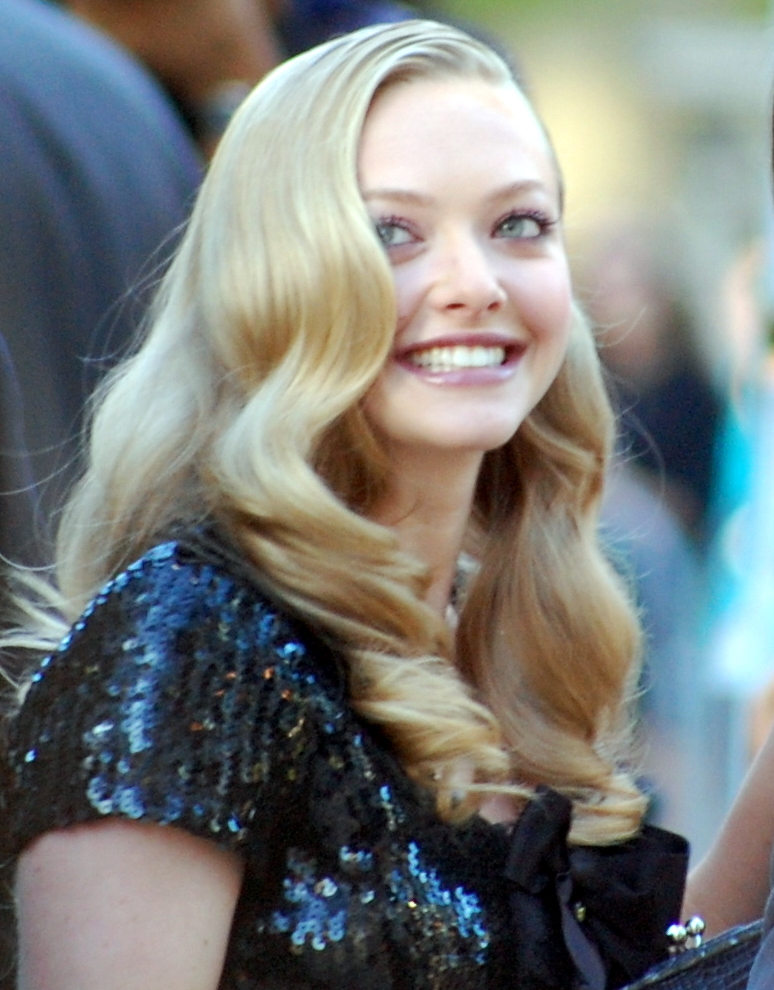
Amanda Seyfried.

- 1985: Amanda Seyfried, actriz y cantante estadounidense.
- 1985: Robert Swift, baloncestista estadounidense.
- 1985: Zhao Xuri, futbolista chino.
- 1986: Mike Carden, guitarrista estadounidense.
- 1986: Marcus Williams, baloncestista estadounidense.
- 1987: Michael Angarano, actor estadounidense.
- 1987: Dustin Belt, guitarrista estadounidense de Heffron Drive y Big Time Rush.
- 1987: Alicia Sacramone, gimnasta estadounidense.
- 1987: Mats Solheim, futbolista noruego.
- 1988: Keirrison de Souza Carneiro, futbolista brasileño.
- 1988: Michiel Kramer, futbolista neerlandés.
- 1990: Christian Benteke, futbolista belga.
- 1990: Fausto Rossi, futbolista italiano.
- 1990: Idrissa Sylla, futbolista guineano.
- 1992: Cristian Ceballos, futbolista español.
- 1992: Eli Dasa, futbolista israelí.
- 1993: Sech, cantautor panameño.
- 1994: Jake T. Austin, actor estadounidense.
- 1994: Lil Baby, rapero estadounidense.
- 1994: Dani Ojeda, futbolista español.
- 1994: Antonín Barák, futbolista checo.
- 1995: Angèle, cantante belga.
- 1995: Timon Wellenreuther, futbolista alemán.
- 1995: Samuel Adegbenro, futbolista nigeriano.
- 1995: Anna Iriyama, cantante y idol japonesa.
- 1996: Enrique García-Vázquez, cineasta español.
- 1996: Ewa Pajor, futbolista polaca.
- 1996: José Morales Concua, futbolista guatemalteco.
- 1996: Anoal Hernández, futbolista hondureño.
- 1998: Josenid, cantautora panameña.
- 1998: David Brekalo, futbolista esloveno.
- 2004: Dantaye Gilbert, futbolista trinitense.
- 2005: Sverre Magnus, aristócrata noruego.

## Fallecimientos
- 183 a. C.: Escipión el Africano, político y general romano (n. 236 a. C.).
- 311: Diocleciano, emperador romano (n. 244).
- 1154: Anastasio IV papa italiano (n. 1073).
- 1533: Basilio III, príncipe ruso (n. 1479).

San Francisco Javier.

- 1552: San Francisco Javier, misionero jesuita español (n. 1506).
- 1592: Alejandro Farnesio, duque de Parma, militar y diplomático español (n. 1545).
- 1610: Honda Tadakatsu, general japonés (n. 1548).
- 1789: Claude Joseph Vernet, pintor francés (n. 1714).
- 1827: Servando Teresa de Mier, fraile dominico, sacerdote liberal y precursor de la Independencia de México (n. 1765).
- 1829: Juan Agustín Ceán Bermúdez, pintor español (n. 1749).
- 1845: Gregor MacGregor, militar británico (n. 1786).
- 1848: José Mor de Fuentes, escritor español (n. 1762).
- 1853: Nicolás Rodríguez Peña, político argentino (n. 1775).[5]
- 1857: Christian Daniel Rauch, escultor alemán (n. 1777).
- 1888: Carl Zeiss, óptico alemán (n. 1816).
- 1892: Afanasi Fet, poeta ruso (n. 1820).

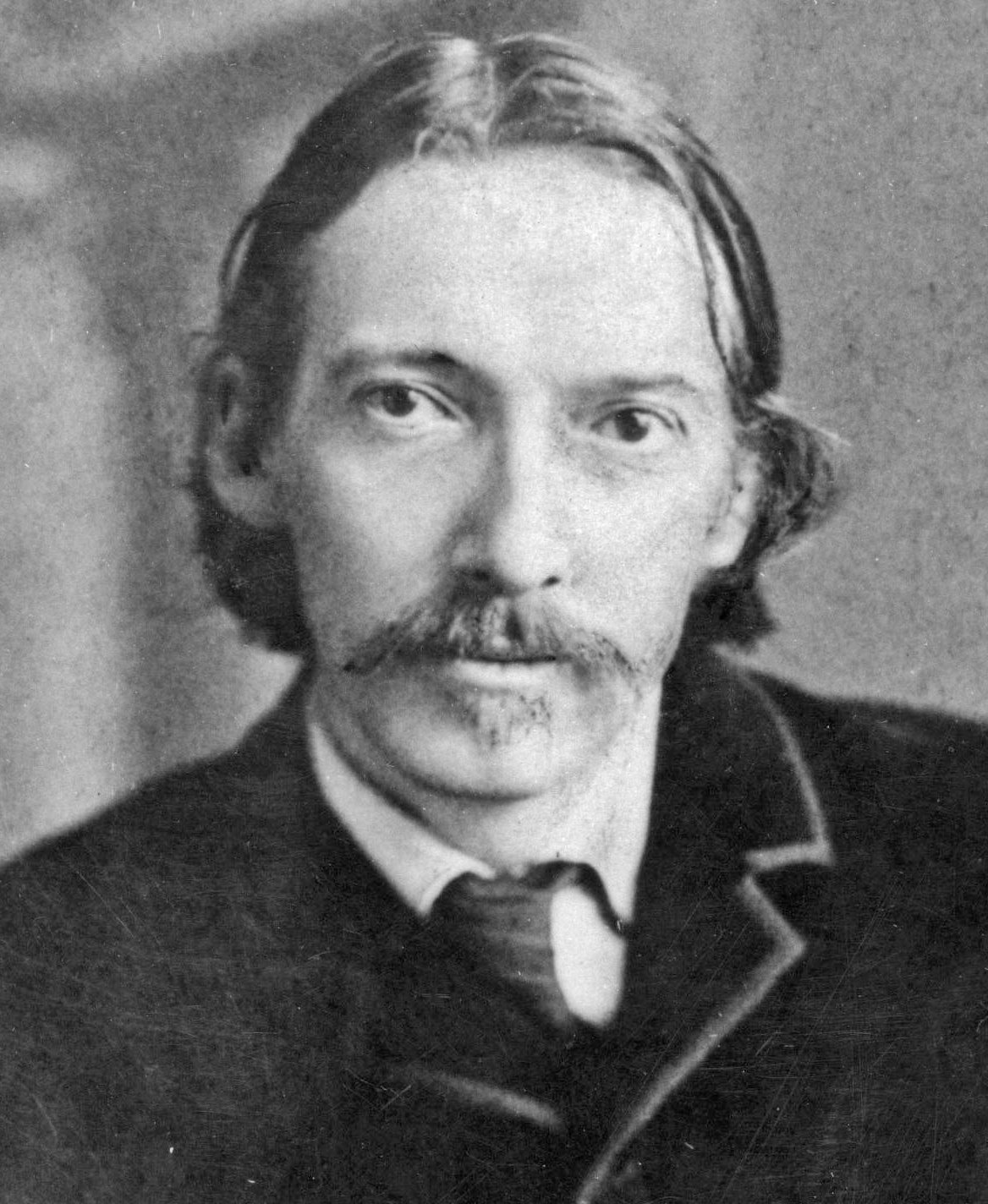
Robert Louis Stevenson.

- 1894: Robert Louis Stevenson, novelista y ensayista británico (n. 1850).
- 1902: Prudente de Morais, tercer presidente brasileño (n. 1841).
- 1902: Robert Lawson, arquitecto neozelandés (n. 1833).
- 1910: Mary Baker Eddy, líder religiosa fundadora de la Ciencia Cristiana (n. 1821).

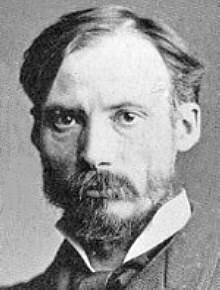
Pierre-Auguste Renoir.

- 1919: Pierre-Auguste Renoir, pintor francés (n. 1841).
- 1935: Princesa Victoria del Reino Unido, aristócrata británica (n. 1868).
- 1938: Antonia Pozzi, poeta italiana (n. 1912).
- 1939: Princesa Luisa, duquesa de Argyll, aristócrata británica (n. 1848).
- 1949: María Ouspenskaya, actriz ruso-estadounidense (n. 1876).
- 1955: Cow Cow Davenport, compositor de blues y pianista estadounidense (n. 1894).
- 1956: Alexander Rodchenko, artista constructivista ruso (n. 1891).
- 1963: Pável Belov, militar soviético (n. 1897)
- 1966: José Padrón, futbolista y anarquista español (n. 1907).
- 1969: Mathias Wieman, actor alemán (n. 1902).
- 1971: Rafael Rivelles, actor español (n. 1897).
- 1973: Adolfo Ruiz Cortines, presidente mexicano entre 1952 y 1958 (n. 1890).
- 1976: Aleksandr Nóvikov, militar soviético (n. 1900)
- 1980: Oswald Mosley, político británico (n. 1896).
- 1981: Jaime Dávalos, poeta y músico argentino (n. 1921).
- 1989: Fernando Martín, baloncestista español (n. 1962).
- 1992: Luis Alcoriza, cineasta español (n. 1917).
- 1993: Fernando Sagaseta, político español (n. 1927).
- 1994: Víctor d'Ors, arquitecto y profesor español (n. 1909).
- 1995: Josep Bartolí, pintor expresionista español (n. 1910).
- 1995: Lautaro Murúa, actor argentino de origen chileno (n. 1926).
- 1996: Fabián Polosecki, periodista argentino (n. 1964).
- 1996: Georges Duby, historiador francés (n. 1919).
- 1997: Héctor Stamponi, compositor y pianista argentino de tangos (n. 1916).
- 1999: Enrique Cadícamo, poeta y escritor argentino (n. 1900).
- 1999: Scatman John, cantante estadounidense (n. 1942).
- 1999: Madeline Kahn, actriz estadounidense (n. 1942).
- 2000: Gwendolyn Brooks, escritora estadounidense (n. 1917).
- 2000: Hoyt Curtin, compositor estadounidense (n. 1922).
- 2001: Juan José Arreola, escritor, actor y narrador mexicano (n. 1918).
- 2002: Glenn Quinn, actor irlandés (n. 1970).
- 2003: Dulce Chacón, escritora española (n. 1954).
- 2003: David Hemmings, actor británico (n. 1941).
- 2004: Shiing-Shen Chern, matemático chino (n. 1911).
- 2005: Martín Adjemián, actor argentino (n. 1932).
- 2009: Richard Todd, soldado y actor irlandés (n. 1919).
- 2010: José María Aroca Ruiz-Funes, médico, profesor y político español (n. 1933).[6]
- 2010: Hugues Cuénod, tenor y centenario suizo (n. 1902).[7]
- 2010: José Ramos Delgado, jugador y entrenador de fútbol argentino (n. 1935).[8]
- 2010: Cora Sadosky, matemática y profesora argentina (n. 1940).[9]
- 2010: Lorenz Young, cantante, actor y locutor de radio chileno (n. 1920).[10]
- 2011: Dev Anand, actor y director indio (n. 1923).
- 2011: Rafael Rodríguez Barrera, político mexicano (n. 1937).
- 2011: Rob Schroeder, piloto estadounidense de automovilismo (f. 1926).
- 2013: Braulio Fernández Aguirre, político mexicano (n. 1912).
- 2013: Fernando Argenta, periodista, músico, presentador y escritor español (n. 1945).
- 2014: Vicente Leñero, escritor, periodista, dramaturgo y guionista mexicano (n. 1933).
- 2015: Scott Weiland, músico estadounidense, compositor y vocalista (n. 1967).
- 2017: John B. Anderson, político estadounidense (n. 1922).
- 2018: José Luis Núñez, empresario español (n. 1931).
- 2020: Susana Di Gerónimo, actriz de cine, teatro y televisión argentina (n. 1948).
- 2021: Horst Eckel, futbolista alemán (n. 1932).

## Celebraciones
- Día Internacional de las Personas con Discapacidad. Fue proclamada por la Asamblea General de las Naciones Unidas en 1992. El objetivo es promover la inclusión de todas las personas con discapacidad y sus comunidades en los asuntos de desarrollo, y concientizar sobre su situación en todos los aspectos de la vida.[11]
(en inglés: International Disability Day).

- Día Internacional del Médico.

- Día Panamericano del Médico. También conocido como Día del Médico de las Américas o Día de la Medicina Latinoamericana. La celebración dedicada a los profesionales de la medicina de Latinoamérica este día, se conoce con nombres diferentes, pero tienen el mismo objetivo y la misma causa: este homenaje fue propuesto por la Federación Médica Argentina en el Congreso Panamericano de 1953 en Dallas, Texas, en homenaje al doctor Carlos Juan Finlay, un médico cubano que descubrió el papel del mosquito trasmisor de la fiebre amarilla.
  - El Día Panamericano del Médico: se celebra en Chile, Colombia, Guatemala, Uruguay y Paraguay.
  - El Día de la Medicina Latinoamericana: Cuba.
  - El Día del Médico: Argentina.

- Día Mundial del Coatí.

- Día Mundial del No Uso de Plaguicidas. Se conmemora a las víctimas del Desastre de Bhopal en el año 1984, en India donde 16.000 personas perdieron la vida y 500.000 resultaron afectadas por un escape de gas tóxico en una planta para la producción de plaguicidas.

- Unión Europea: 
  - Día Europeo del Síndrome de Marfan.

Tecnología
- Día del Mensaje SMS (Servicio de mensajes cortos). Fue enviado el primer mensaje de texto corto (SMS) de la historia, el 3 de diciembre de 1992 (32 años). Fue un saludo navideño enviado desde la computadora de un ingeniero de Vodafone al celular un colega mediante la red GSM. SMS, siglas de "Short Message Service", es una tecnología que permite enviar mensajes de texto cortos, de hasta 160 caracteres, entre teléfonos móviles celulares.

- Día Internacional del Cine 3D. Reconoce la tecnología de filmación y proyección de cine que permite a las personas ver las imágenes de manera tridimensional.

 Por países
(Por orden alfabético)
- Argentina: 
  - Día Nacional de la Producción Orgánica.[12]En conmemoración del Desastre de Bhopal, India, en 1984. La ley 26.295, sancionada en 2007, declaró esta fecha para llamar la atención sobre las consecuencias medioambientales y para la salud del uso de agroquímicos.[13]

- Chile: 
  - Día de la Secretaria.

- España: 
  - Día Internacional del Euskera (lengua vasca).[14]
  - Día de la Comunidad Foral de Navarra.

- Estados Unidos:
  - Día de Hacer un Regalo.
(en inglés: Make A Gift Day).
  - Día Nacional del Techo sobre tu Cabeza.
(en inglés: National Roof Over Your Head Day).

- Uruguay: 
  - Día Nacional del Candombe.

### Santoral católico

San Francisco Javier, retrato japonés de la primera mitad del, Museo Municipal de Kobe.

- San Francisco Javier, presbítero (1552).[15][16]
- San Sofonías, profeta.[16]
- San Casiano de Tánger, mártir (c. 300).[16]
- San Birino de Winchester (650).[16]
- San Lucio de Chur, eremita (c. s. IV).[16]
- Beato Eduardo Coleman, mártir (1678).[16]
- Beato Juan Nepomuceno de Tschiderer, obispo (1860).[16]

 Por países
(Por orden alfabético)
- España: 
  - Día de Navarra y la festividad de San Francisco Javier, santo patrón.